# Felipe de Castro

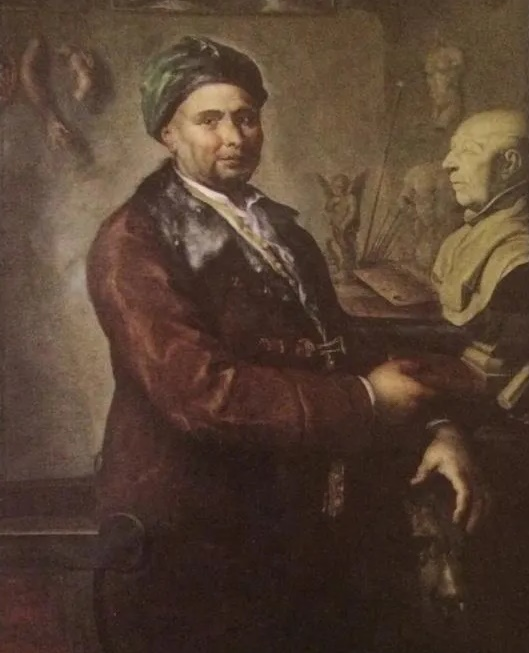
Felipe de Castro; portret de

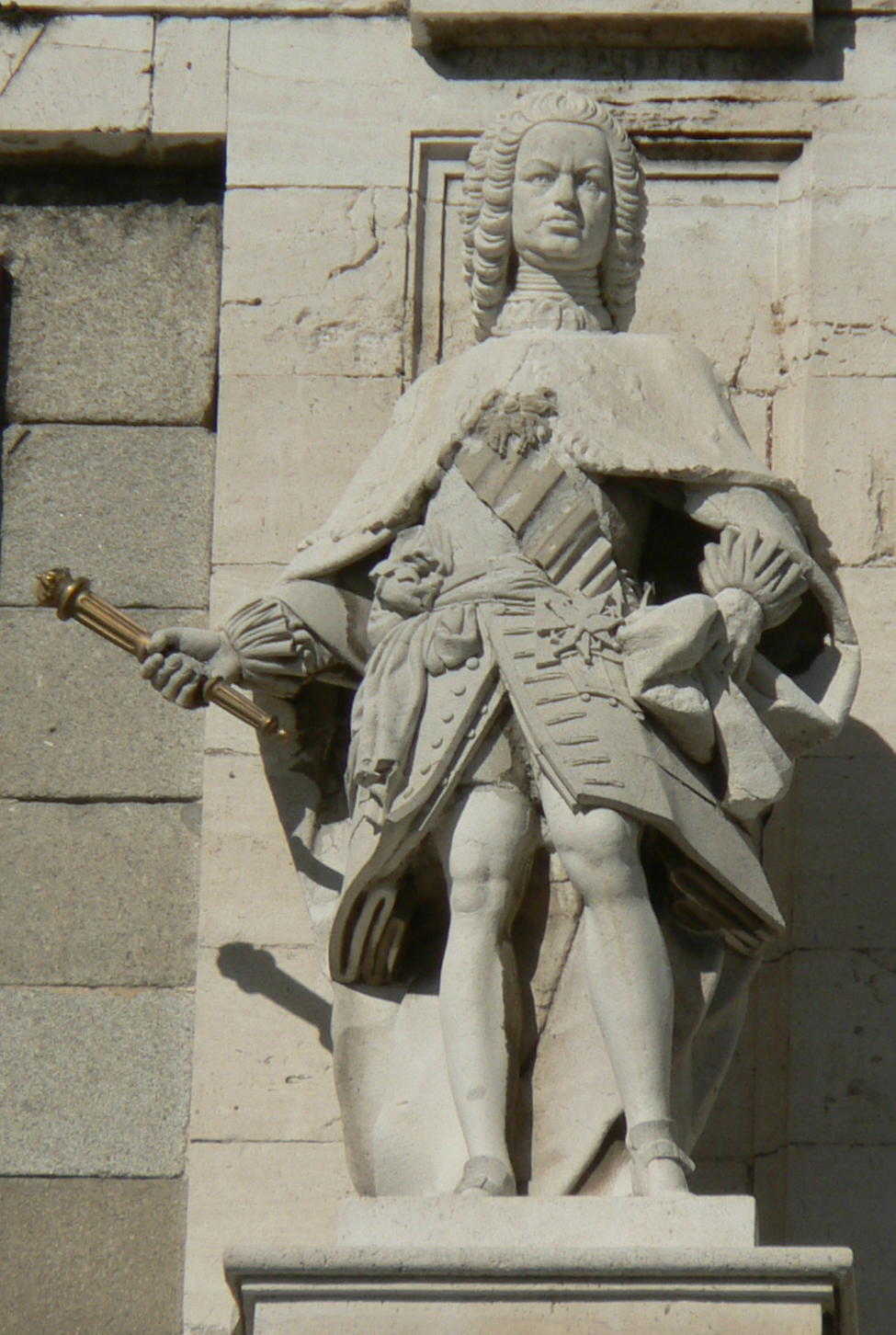
Regele Ferdinand al VI-lea, la Palatul Regal

Felipe de Castro (n. 1711, Noia⁠(d), Galicia, Spania – d. 25 august 1775, Madrid, Madrid⁠(d), Spania) a fost un sculptor spaniol. A fost printre primii care au introdus stilul neoclasicist în Spania și a fost sculptorul regelui Ferdinand al VI-lea. Unele surse indică anul nașterii lui 1704.

## Viața și opera
Potrivit istoricului de artă, Juan Agustín Ceán Bermúdez⁠(d), s-a născut în 1711. Și-a început studiile în Noya, apoi a plecat la Santiago de Compostela, unde a studiat cu câțiva profesori cu puțin renume.
În anul 1724 a ajuns în Portugalia, de unde a plecat la Sevilla, unde s-a angajat în atelierul lui Pedro Duque y Cornejo⁠(d). Acolo, a creat piese de altar pentru Biserica El Salvador. În 1734, a plecat la Roma, pe cheltuiala sa, pentru a lucra în colaborare cu Giuseppe Rusconi și Filippo della Valle⁠(d). De asemenea, s-a întâlnit și cu Antonio Rafael Mengs.
În 1739, a câștigat premiul I pentru sculptură de la Accademia di San Luca⁠(d), devenind membru al acesteia, precum și al Academiei Pontificale din Arcadia. Când Ferdinand al VI-lea a devenit rege al Spaniei în 1747, s-a întors acasă și a fost numit sculptor personal al regelui. Doi ani după aceea, el și Juan Domingo Olivieri au fost însărcinați cu realizarea decorațiunilor sculpturale pentru Palatul Regal din Madrid. Lucrările au implicat reprezentări ale celor nouăzeci și patru de regi anteriori ai Spaniei. Mai mult de doisprezece sculptori au lucrat sub conducerea lor, printre care Luis Salvador Carmona⁠(d) și Alejandro Carnicero⁠(d). De atunci, cele mai multe dintre statui au fost redistribuite în diferite parcuri și grădini.
Principala sa sarcină personală în timpul mandatului său în slujba regelui a implicat realizarea de portrete, în special ale regelui și ale soției sale, Bárbara de Braganza. De asemenea, a realizat două busturi din marmură ale monarhilor care le împodobesc mormintele la Convento de las Salesas Reales⁠(d). Bustul său portret al fratelui Martín Sarmiento⁠(d) (identificat anterior ca Benito Jerónimo Feijoo), conservat la Real Academia, împreună cu un bust al lui Alfonso Clemente de Aróstegui⁠(d), sunt exemple excelente ale eforturilor sale de a revitaliza stilul busturilor de la formele baroce la cele neoclasice.
Deși de importanță secundară pentru sculptură, a fost cunoscut și ca profesor. În anii petrecuți alături de rege, a participat la crearea Real Academiei de Bellas Artes de San Fernando și a fost numit director de sculptură acolo când aceasta s-a deschis în 1752. Pentru a-l ajuta în activitatea de predare, a tradus din italiană mai multe texte despre sculptură. Se spunea că orele sale de acolo erau extrem de populare. În 1763, a devenit director general. Unul dintre cei mai cunoscuți studenți ai săi a fost gravorul, medaliatul și tipograful Jerónimo Antonio Gil.